# Stigmatogobius
Stigmatogobius – rodzaj ryb należący do rodziny babkowatych. 
Występują na terenie Indonezji, Singapuru, Filipin, Indii, Tajlandii, Wietnamu, Malezji, Bangladeszu, Pakistanu, Sri Lance.

## Klasyfikacja
Gatunki zaliczane do tego rodzaju:
- Stigmatogobius borneensis
- Stigmatogobius elegans
- Stigmatogobius minima
- Stigmatogobius pleurostigma
- Stigmatogobius sadanundio - babka plamkowana[potrzebny przypis]
- Stigmatogobius sella
- Stigmatogobius signifer